# Пелагонт
Пелагонт — персонаж древнегреческой мифологии. Упоминается в связи со сказанием об основании Фив. Среди стад Пелагонта в Фокиде паслась корова. Кадм последовал за ней, она прилегла там, где Кадм в соответствии с пророчеством основал город. По другому рассказу, когда Кадм возвращался из Дельф, он купил корову у пастуха Пелагонта. На каждом боку коровы был белый знак наподобие полного круга луны. На месте, где корова замычала, возник город Микалесс (Мычание).